# Секера, Милагрос
Милагрос Секера (исп. Milagros Sequera; родилась 30 сентября 1980 года в Сан-Фелипе, Венесуэла) — венесуэльская теннисистка; полуфиналистка одного турнира Большого шлема в миксте (Уимблдон-2003); победительница четырёх турниров WTA (один — в одиночном разряде); двукратная чемпионка теннисного турнира Панамериканских игр; полуфиналистка парного турнира Orange Bowl (1998); бывшая десятая ракетка мира в юниорском одиночном рейтинге.

## Общая информация
Милагрос — одна из трёх детей Рамона и Ирмы Секера; её брата зовут Хосуэль, а сестру — Марьори.
Ныне венесуэльская спортсменка замужем: в декабре 2009 года она оформила свои отношения с коллегой по протуру Стивеном Хассом.
Секера в теннисе с 7 лет; любимое покрытие хард.

## Спортивная карьера
Юниорские годы
Милагрос с юниорских лет считалась одной из сильнейших теннисисток в своей стране: в международном старшем туре она к концу карьеры на этом уровне смогла добраться до Top10 одиночного рейтинга, сыграв в финале одиночного турнира бразильского GA и выйдя в полуфинал парного соревнования Orange Bowl.
Карьера в протуре
Во взрослом туре венесуэльская спортсменка впервые сыграла в 1994-м году, а регулярные выступления начала двумя годами позже. Начав с мелких турниров ITF, Милагрос постепенно улучшала свои результаты, продвигаясь все выше по второй половине первой тысячи одиночного рейтинга; в этот период к ней приходят первые небольшие титулы — на достаточно слабых по составу соревнованиях в Новом свете. Заметное качественное улучшение происходит в 1999-м году: несколько удачно сыгранных 25-тысячников позволяют подняться в Top200 и в конце лета дебютировать в квалификации взрослого турнира Большого шлема. На новом уровне удаётся закрепиться: венесуэльская спортсменка регулярно результативно играет и более статусные соревнования — в 2000-м году Секера впервые добирается до финала 50-тысячника, а пару лет спустя ей наконец удаётся преодолеть и квалификацию на соревновании серии Большого шлема — на Roland Garros. Параллельно улучшаются и результаты в паре: в 2000-м году, по протекции ITF, Милагрос в паре с Марией Венто-Кабчи добралась до четвертьфинала Олимпиады, выбив из борьбы третью сеянную команду соревнований — аргентинок Лауру Монтальво и Паолу Суарес, а через два года, уже своими силами, впервые сыграв и первый турнир Большого шлема в этом разряде.
Накопленная за несколько лет вера в свои силы даёт о себе знать в 2003-м году: венесуэлка впервые по итогам сезона пробивается в первую сотню как в одиночном, так и в парном разряде. В том году она впервые отыграла все турниры Большого шлема и сразу на двух прошла в основу, а на US Open также и выиграла свой первый матч на этом уровне. Другими слагаемыми роста рейтинга стали сразу два финала на 75-тысячниках и дебютный финал на соревновании WTA: в Квебеке, где Секере удалось победить Марион Бартоли и Мари Пьерс. Небезуспешен был и парный год, где Секера пополнила свой счёт двумя титулами на 75-тысячниках и выходами в третий круг на Уимблдоне и в Майами. Также этот сезон был отмечен единственным в карьере значимым результатом в миксте: вместе с Джорданом Кером Милагрос добралась до полуфинала на Уимблдоне.
После взлёта результатов в 2003-м году, венесуэлка на несколько лет вновь опустилась в середину второй сотни в одиночном разряде. На запасе предыдущих достижений, впрочем, в 2004-м году удалось в первый и последний раз в карьере сыграть сразу в четырёх основных сетках турниров Большого шлема за сезон. В парном разряде же в том году Милагрос наоборот провела сильнейший сезон в карьере, добравшись до 29-й строчки рейтинга и четырежды сыграв в финалах турниров WTA, где были взяты три титула (каждый раз вместе с Лизой Макши). Этот всплеск, однако, не привёл к пересмотру приоритетов в пользу парных соревнований и в 2005-06 годах Секера постепенно вернула себе былую стабильность результатов в одиночном разряде, а в 2007-м году вернулась в первую сотню рейтинга. В мае того года венесуэлка выиграла свой единственный одиночный титул на турнире WTA: в марокканском Фесе она пробилась к этому трофею, переиграв в решающем матче Александру Возняк. Через несколько недель после этого Милагрос в первый и последний раз в своей карьере пробилась в третий круг одиночного турнира Большого шлема: на Уимблдоне были обыграны Юлия Шруфф и Саманта Стосур. Новый рейтинговый подъём, впрочем, был прерван уже в июле, когда Секера получила неприятную травму ступни и досрочно завершила сезон. Через год она попробовала вернуться, доиграв хотя бы до Олимпиады, где ей впервые предстояло сыграть в одиночном турнире, однако проблемы со здоровьем так до конца решить не удалось, а те результаты, которые удалось показывать в паузах между пропусками турниров по медицинским показаниям, не позволили ей закрепиться даже в Top200. Хорошо обдумав свои возможности, венесуэльская спортсменка накануне сезона-2009 приняла решение завершить игровую карьеру.
Сборная и национальные турниры
Милагрос — статистический лидер сборной Венесуэлы в Кубке Федерации по ряду показателей. За 11 сезонов между 1998-м и 2008-м годами она провела за национальную команду в этом турнире 47 встреч, выиграв 36 из них (23 — в одиночном разряде и 13 — в парном). При её участии южноамериканки в этот период дважды выигрывали свою региональную зону, оступаясь затем в плей-офф мировой группы: уступив сначала представительницам Беларуси, а затем — Хорватии. Секера также регулярно принимала участие и в различных национальных теннисных соревнованиях: в 2000-м и 2008-м годах она представляла Венесуэлу на Олимпийских играх (в первый раз — только в паре, во второй — только в одиночке); а в 1999-м, 2003-м и 2007-м — на Панамериканских играх. В первом соревновании ей не удалось добиться существенных успехов, а во втором Милагрос дважды становилась сильнейшей в женском одиночном турнире.

## Рейтинг на конец года
| Год  | Одиночный рейтинг | Парный рейтинг |
| 2008 | 207               | 798            |
| 2007 | 74                | 250            |
| 2006 | 101               | 94             |
| 2005 | 150               | 96             |
| 2004 | 142               | 35             |
| 2003 | 76                | 53             |
| 2002 | 118               | 132            |
| 2001 | 153               | 167            |
| 2000 | 139               | 205            |
| 1999 | 193               | 253            |
| 1997 | 528               | 369            |
| 1996 | 599               | 766            |
| 1995 | 874               |                |

## Выступления на турнирах

### Финалы турнировWTAв одиночном разряде (2)

#### Победы (1)
| Легенда:                    |
| --------------------------- |
| Турниры Большого Шлема (0)  |
| Олимпиада (0)               |
| Итоговый чемпионат года (0) |
| 1-я категория (0)           |
| 2-я категория (0)           |
| 3-я категория (0+3)         |
| 4-я категория (1)           |
| 5-я категория (0)           |

| Титулы по покрытиям | Титулы по месту проведения матчей турнира |
| ------------------- | ----------------------------------------- |
| Хард (0)            | Зал (0)                                   |
| Грунт (1+2)         | Зал (0)                                   |
| Трава (0+1)         | Открытый воздух (1+3)                     |
| Ковёр (0)           | Открытый воздух (1+3)                     |

| №  | Дата        | Турнир       | Покрытие | Соперница в финале | Счёт    |
| 1. | 20 мая 2007 | Фес, Марокко | Грунт    | Александра Возняк  | 6-1 6-3 |

#### Поражения (1)
| №  | Дата          | Турнир         | Покрытие | Соперница в финале | Счёт        |
| 1. | 2 ноября 2003 | Квебек, Канада | Ковёр(i) | Мария Шарапова     | 2-6 — отказ |

### Финалы турнировITFв одиночном разряде (17)

#### Победы (11)
| Легенда:         |
| ---------------- |
| 100.000 USD (0)  |
| 75.000 USD (2+7) |
| 50.000 USD (4+6) |
| 25.000 USD (1+3) |
| 10.000 USD (4+2) |

| Титулы по покрытиям | Титулы по месту проведения матчей турнира |
| ------------------- | ----------------------------------------- |
| Хард (7+11)         | Зал (1+3)                                 |
| Грунт (4+7)         | Зал (1+3)                                 |
| Трава (0)           | Открытый воздух (10+15)                   |
| Ковёр (0)           | Открытый воздух (10+15)                   |

| №   | Дата            | Турнир                                  | Покрытие | Соперница в финале | Счёт           |
| 1.  | 3 ноября 1996   | Тампико, Мексика                        | Хард     | Аурора Джима       | 4-6 6-3 6-4    |
| 2.  | 9 ноября 1997   | Санто-Доминго, Доминиканская Республика | Грунт    | Алинор Трисерри    | 6-2 4-6 6-0    |
| 3.  | 27 июня 1997    | Истон, США                              | Хард     | Марикрис Фернандес | 7-5 6-2        |
| 4.  | 4 июля 1999     | Монреаль, Канада                        | Хард     | Кристина Триска    | 7-6(7) 7-6(7)  |
| 5.  | 17 апреля 2000  | Сан-Луис-Потоси, Мексика                | Грунт    | Каталина Кастаньо  | 6-4 3-6 7-5    |
| 6.  | 29 октября 2001 | Даллас, США                             | Хард     | Ирина Селютина     | 5-7 6-2 6-0    |
| 7.  | 28 апреля 2002  | Дотан, США                              | Грунт    | Лизель Хубер       | 7-6(7) 4-6 6-1 |
| 8.  | 24 апреля 2005  | Дотан, США                              | Грунт    | Варвара Лепченко   | 2-6 6-2 6-4    |
| 9.  | 28 февраля 2006 | Сент-Пол, США                           | Хард(i)  | Клодин Шоль        | 6-1 6-2        |
| 10. | 8 октября 2006  | Трой, США                               | Хард     | Аша Ролле          | 7-5 6-0        |
| 11. | 13 июля 2008    | Аллентаун, США                          | Хард     | Аманда Финк        | 6-2 6-0        |

#### Поражения (6)
| №  | Дата             | Турнир          | Покрытие | Соперница в финале | Счёт        |
| 1. | 23 мая 1999      | Джексон, США    | Хард     | Даниэла Гантухова  | 2-6 1-6     |
| 2. | 29 октября 2000  | Даллас, США     | Хард     | Дженнифер Хопкинс  | 2-6 1-6     |
| 3. | 4 ноября 2001    | Хэйворд, США    | Хард     | Ирина Селютина     | 5-7 4-6     |
| 4. | 27 апреля 2003   | Дотан, США      | Грунт    | Акико Моригами     | 3-6 4-6     |
| 5. | 28 сентября 2003 | Альбукерке, США | Хард     | Кристина Бранди    | 2-6 2-6     |
| 6. | 30 апреля 2006   | Лафайетт, США   | Грунт    | Юлиана Федак       | 7-5 2-6 4-6 |

### Финалы турнировWTAв парном разряде (4)

#### Победы (3)
| №  | Дата         | Турнир                  | Покрытие | Партнёрша  | Соперницы в финале                   | Счёт           |
| 1. | 7 марта 2004 | Акапулько, Мексика      | Грунт    | Лиза Макши | Ольга Благотова Габриэла Навратилова | 2-6 7-6(5) 6-4 |
| 2. | 22 мая 2004  | Страсбург, Франция      | Грунт    | Лиза Макши | Тина Крижан Катарина Среботник       | 6-4 6-1        |
| 3. | 19 июня 2004 | Хертогенбос, Нидерланды | Трава    | Лиза Макши | Елена Костанич Клодин Шоль           | 7-6(3) 6-3     |

##### Поражения (1)
| №  | Дата         | Турнир                    | Покрытие | Партнёрша  | Соперницы в финале             | Счёт    |
| 1. | 13 июня 2004 | Бирмингем, Великобритания | Трава    | Лиза Макши | Мария Кириленко Мария Шарапова | 2-6 1-6 |

### Финалы турнировITFв парном разряде (27)

#### Победы (18)
| №   | Дата             | Турнир                 | Покрытие | Партнёрша         | Соперницы в финале                     | Счёт              |
| 1.  | 18 августа 1997  | Маргарита, Венесуэла   | Хард     | Елена Юрисич      | Мариана Лопес Паласиос Хорхелина Торти | 7-6(4) 7-5        |
| 2.  | 29 сентября 1999 | Керетаро, Мексика      | Грунт    | Габриэла Волекова | Жоана Кортес Карла Тьене               | 4-6 6-3 6-4       |
| 3.  | 7 мая 2000       | Коацакоалькос, Мексика | Хард     | Габриэла Волекова | Жоана Кортес Мириам д'Агостини         | 4-6 6-3 7-5       |
| 4.  | 8 апреля 2001    | Сьюдад-Хуарес, Мексика | Грунт    | Алисия Ортуно     | Эрика Краут Ванеса Краут               | 6-4 2-6 6-2       |
| 5.  | 19 мая 2002      | Щецин, Польша          | Грунт    | Ванесса Уэбб      | Ольга Благотова Габриэла Навратилова   | 6-7(5) 7-5 6-3    |
| 6.  | 29 сентября 2002 | Альбукерке, США        | Хард     | Франческа Лубьяни | Кристина Виллер Татьяна Перебийнис     | 1-6 7-5 7-5       |
| 7.  | 13 октября 2002  | Халландале-Бич, США    | Грунт    | Хисела Дулко      | Петра Цетковская Барбора Стрыцова      | 6-2 7-5           |
| 8.  | 17 ноября 2002   | Юджин, США             | Хард(i)  | Нана Мияги        | Евгения Куликовская Елена Татаркова    | 3-6 6-2 6-4       |
| 9.  | 27 апреля 2003   | Дотан, США             | Грунт    | Кристина Виллер   | Джулия Дитти Варвара Лепченко          | 5-7 6-1 6-2       |
| 10. | 28 сентября 2003 | Альбукерке, США        | Хард     | Саманта Ривз      | Аманда Огастас Мелани Маруа            | 6-3 6-2           |
| 11. | 25 апреля 2004   | Дотан, США             | Грунт    | Лиза Макши        | Пэн Шуай Се Яньцзэ                     | 6-7(6) 6-4 6-2    |
| 12. | 25 сентября 2005 | Альбукерке, США        | Хард     | Джулия Дитти      | Романа Теджакусума Напапорн Тонгсали   | 6-3 6-7(6) 7-6(2) |
| 13. | 9 октября 2005   | Трой, США              | Хард     | Джулия Дитти      | Саломе Девидзе Мэнди Минелла           | 6-2 6-2           |
| 14. | 12 февраля 2006  | Мидленд, США           | Хард(i)  | Мейлен Ту         | Мария-Хосе Аржери Летисия Собрал       | 4-6 7-5 6-4       |
| 15. | 28 февраля 2006  | Сент-Пол, США          | Хард(i)  | Джулия Дитти      | Ева Грдинова Михаэла Паштикова         | 4-6 7-6(5) 6-2    |
| 16. | 30 апреля 2006   | Лафайетт, США          | Грунт    | Гана Шромова      | Ева Грдинова Юлиана Федак              | 2-6 6-1 6-1       |
| 17. | 24 сентября 2006 | Альбукерке, США        | Хард     | Джулия Дитти      | Кристина Фузано Алеке Цубанос          | 6-1 6-4           |
| 18. | 1 октября 2006   | Эшланд, США            | Хард     | Джулия Дитти      | Агнеш Савай Эшли Харклроуд             | 6-3 5-7 6-2       |

#### Поражения (9)
| №  | Дата            | Турнир                                  | Покрытие | Партнёрша         | Соперницы в финале                   | Счёт           |
| 1. | 22 июня 1997    | Клостерс-Зернойс, Швейцария             | Грунт    | Елена Юрисич      | Ким Килсдонк Йоланда Менс            | 7-6(8) 4-6 2-6 |
| 2. | 9 ноября 1997   | Санто-Доминго, Доминиканская Республика | Грунт    | Жаклин Розен      | Эрика Адамс Ребекка Дженсен          | 3-6 3-6        |
| 3. | 11 июня 2000    | Хилтон-Хед-Айленд, США                  | Хард     | Габриэла Волекова | Маниша Малхотра Венди Фикс           | 4-6 6-7(3)     |
| 4. | 5 ноября 2000   | Хэйворд, США                            | Хард     | Келли Лигган      | Нана Мияги Нирупама Вайдянатан       | 2-4 0-4 2-4    |
| 5. | 5 августа 2001  | Лексингтон, США                         | Хард     | Джулия Дитти      | Лиза Макши Нана Мияги                | 0-6 4-6        |
| 6. | 21 апреля 2002  | Джексон, США                            | Грунт    | Хисела Дулко      | Лиза Макши Кристина Виллер           | 2-6 4-6        |
| 7. | 20 октября 2002 | Седона, США                             | Хард     | Кристина Виллер   | Дженнифер Эмбри Машона Вашингтон     | 6-7(3) 5-7     |
| 8. | 10 ноября 2002  | Питтсбург, США                          | Хард(i)  | Нана Мияги        | Эми Фразьер Дженнифер Эмбри          | 4-6 2-6        |
| 9. | 17 апреля 2005  | Джексон, США                            | Грунт    | Аша Ролле         | Анастасия Родионова Кристен Шлюкебир | 1-6 6-3 2-6    |

## История выступлений на турнирах
| Турнир                 | 1999  | 2000  | 2001          | 2002          | 2003          | 2004  | 2005          | 2006          | 2007          | 2008  | Итог   | В/П за карьеру |
| ---------------------- | ----- | ----- | ------------- | ------------- | ------------- | ----- | ------------- | ------------- | ------------- | ----- | ------ | -------------- |
| Турниры Большого Шлема |       |       |               |               |               |       |               |               |               |       |        |                |
| Australian Open        | -     | -     | К             | -             | К             | 1Р    | К             | К             | 2Р            | -     | 0 / 6  | 6-6            |
| Roland Garros          | -     | К     | -             | 1Р            | К             | 1Р    | К             | К             | 2Р            | 2Р    | 0 / 8  | 8-8            |
| Уимблдон               | -     | К     | К             | К             | 1Р            | 2Р    | 1Р            | К             | 3Р            | 1Р    | 0 / 9  | 9-9            |
| US Open                | К     | К     | К             | К             | 2Р            | 1Р    | К             | 1Р            | -             | -     | 0 / 8  | 12-8           |
| Итог                   | 0 / 1 | 0 / 3 | 0 / 3         | 0 / 3         | 0 / 4         | 0 / 4 | 0 / 4         | 0 / 4         | 0 / 3         | 0 / 2 | 0 / 31 |                |
| В/П в сезоне           | 1-1   | 4-3   | 3-3           | 3-3           | 9-4           | 1-4   | 3-4           | 6-4           | 4-3           | 1-2   |        | 35-31          |
| Олимпийские игры       |       |       |               |               |               |       |               |               |               |       |        |                |
| Летняя олимпиада       | НП    | -     | Не проводился | Не проводился | Не проводился | -     | Не проводился | Не проводился | Не проводился | 1Р    | 0 / 1  | 0-1            |

К — проигрыш в квалификационном турнире.